# Grafrather Straße 15 (Kottgeisering)

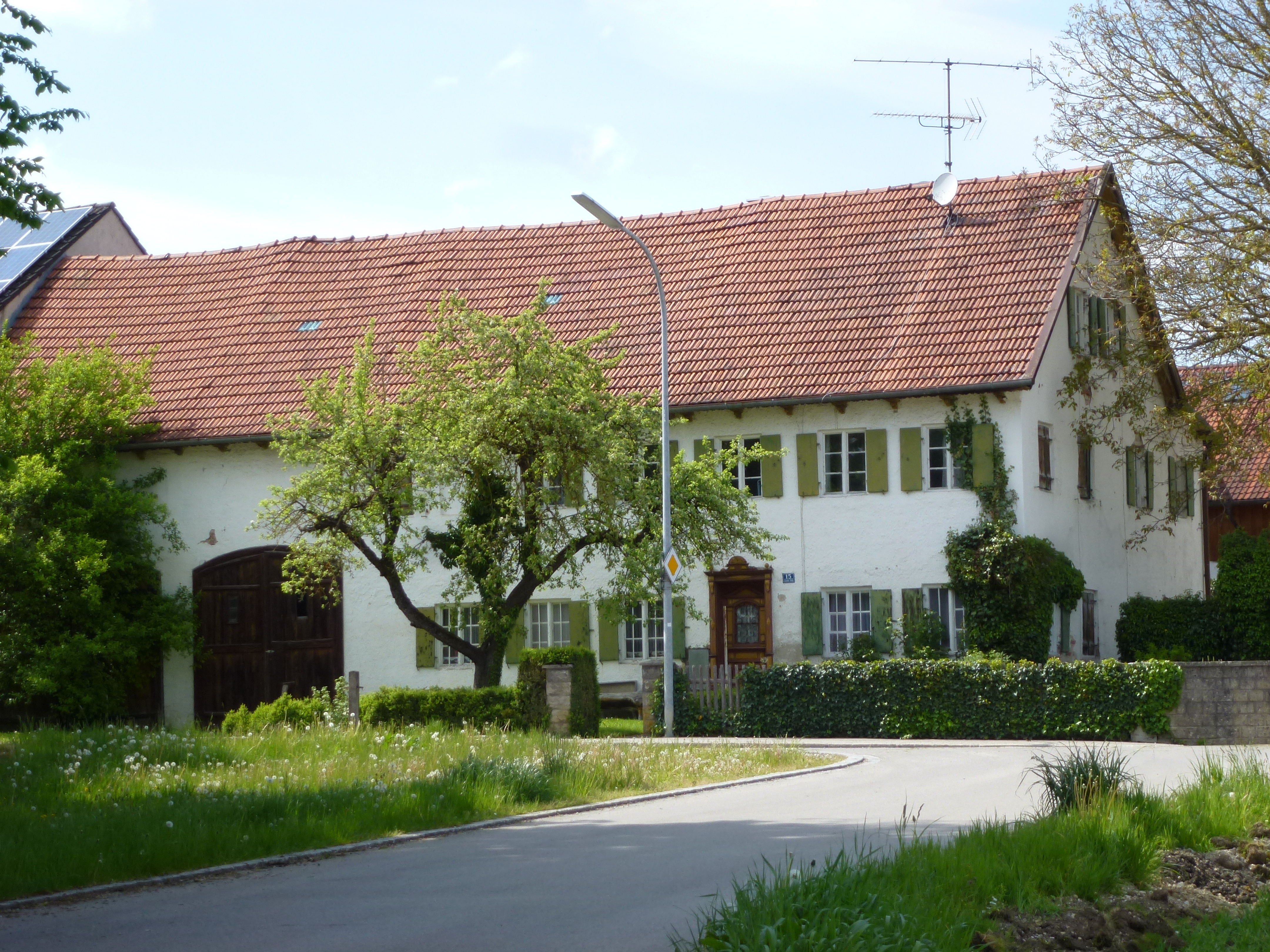
Ehemaliges Bauernhaus Grafrather Straße 15 in Kottgeisering

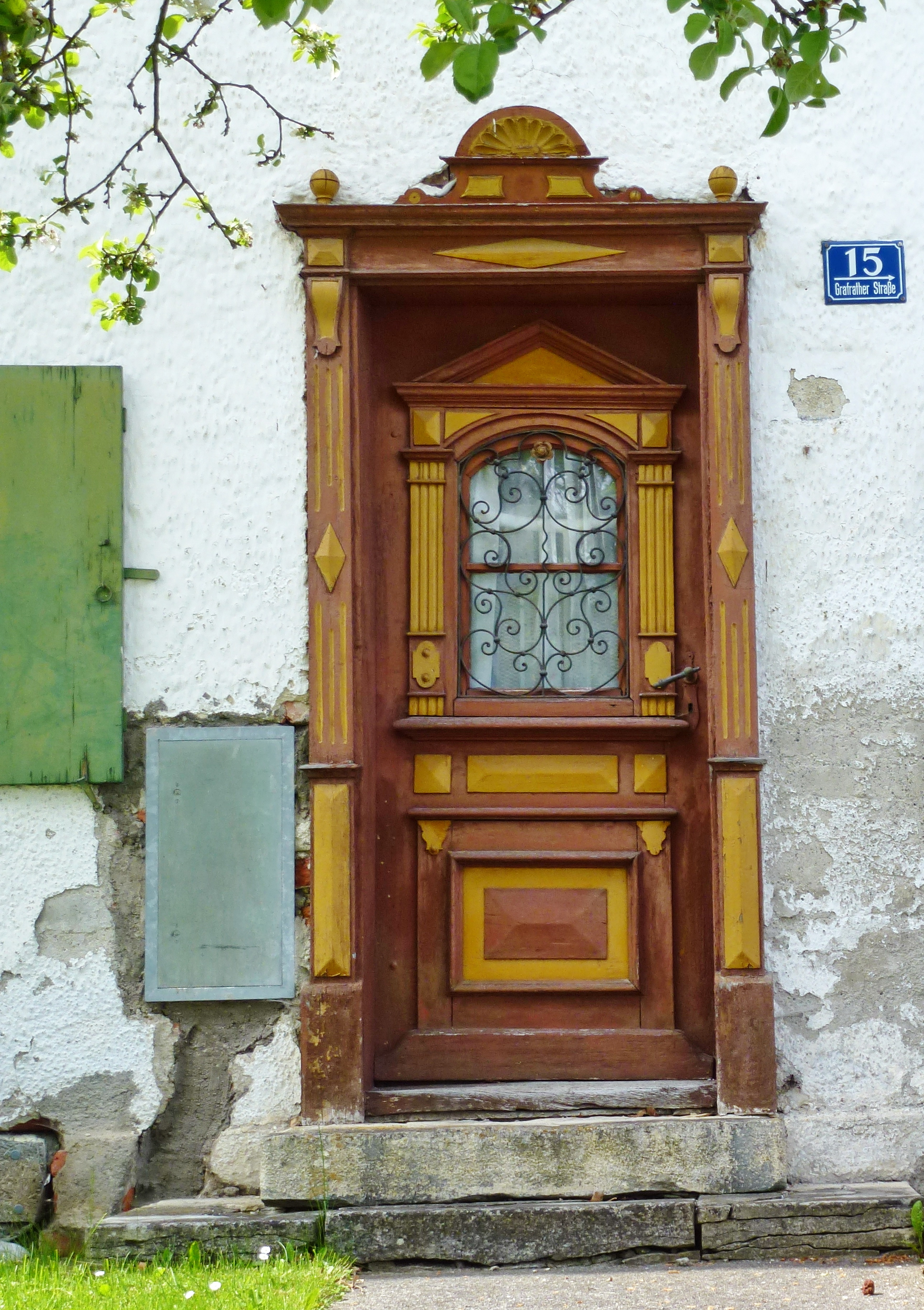
Haustür

Das ehemalige Bauernhaus Grafrather Straße 15 in Kottgeisering, einer Gemeinde im oberbayerischen Landkreis Fürstenfeldbruck, wurde in der zweiten Hälfte des 19. Jahrhunderts errichtet. Das Gebäude ist ein geschütztes Baudenkmal.
Der zweigeschossige Mittertennbau mit Satteldach besitzt eine Haustür mit Verzierungen.